# Portret żony artysty (obraz Wojciecha Kossaka)
Portret żony artysty – obraz olejny polskiego malarza Wojciecha Kossaka z 1884 roku, przedstawiający Marię Annę Kisielnicką-Kossakową.

## Historia
Maria Anna Kisielnicka pochodziła ze szlacheckiej rodziny ziemiańskiej. Żoną malarza została 16 lipca 1884. Malarz przedstawił więc żonę w pierwszym roku małżeństwa. Kossakowa miała wówczas 23 lata. W początkowym okresie twórczości Kossak malował w większości portrety, dopiero później zainteresował się tematyką wojskową i batalistyczną. Dzieło było reprodukowane w dwóch wydawnictwach dotyczących twórczości Kossaka. Na odwrocie portretu znajduje się pieczęć austriackiego składu artykułów malarskich z napisem: W KOLLER & Co | NACH: OLGER | IN WIEN | Ma[..] lul [...] strasse 45 | Silberne Medaille.

## Opis obrazu
Kossak przedstawił młodą kobietę w jasnej sukni ze stójką i długimi rękawami. Ma obie ręce zgięte na wysokości talii. Trzyma jedną dłoń w drugiej. Na palcu serdecznym lewej dłoni ma nałożony pierścionek. Kobieta spokojnie spogląda na obserwatora. Do lewego ramienia ma przypiętą świeżą gałązkę z białymi kwiatami. Z bielą stroju i jasnością oblicza kontrastuje jednolita czerń tła.